# West Branch (Iowa)
West Branch é uma cidade localizada no estado americano de Iowa, no Condado de Cedar e Condado de Johnson.

## Demografia
Segundo o censo americano de 2000, a sua população era de 2188 habitantes.
Em 2006, foi estimada uma população de 2289, um aumento de 101 (4.6%).

## Geografia
De acordo com o United States Census Bureau tem uma área de
5,1 km², dos quais 5,1 km² cobertos por terra e 0,0 km² cobertos por água. West Branch localiza-se a aproximadamente 219 m acima do nível do mar.

## Localidades na vizinhança
O diagrama seguinte representa as localidades num raio de 20 km ao redor de West Branch.